# Portugal nos Jogos Olímpicos de Verão de 1964
Portugal participou dos Jogos Olímpicos de Verão de 1964 na cidade de Tóquio, no Japão. Nesta edição o país não teve medalhistas.